# رسالة من مجهولة
رسالة من مجهولة (بالألمانية:  Brief einer Unbekannten) هي رواية قصيرة بقلم شتيفان تسفايغ. نُشرت في عام 1922، تروي قصة كاتب تُرسل له رسالة من امرأة مجهولة بعد موتها. تعترف له في الرسالة عن حبها السري له وعن قصة حياتها، في حين أن الكاتب لم يستطع تذكرها.